# Altpreußisches Infanterieregiment No. 35 (1806)

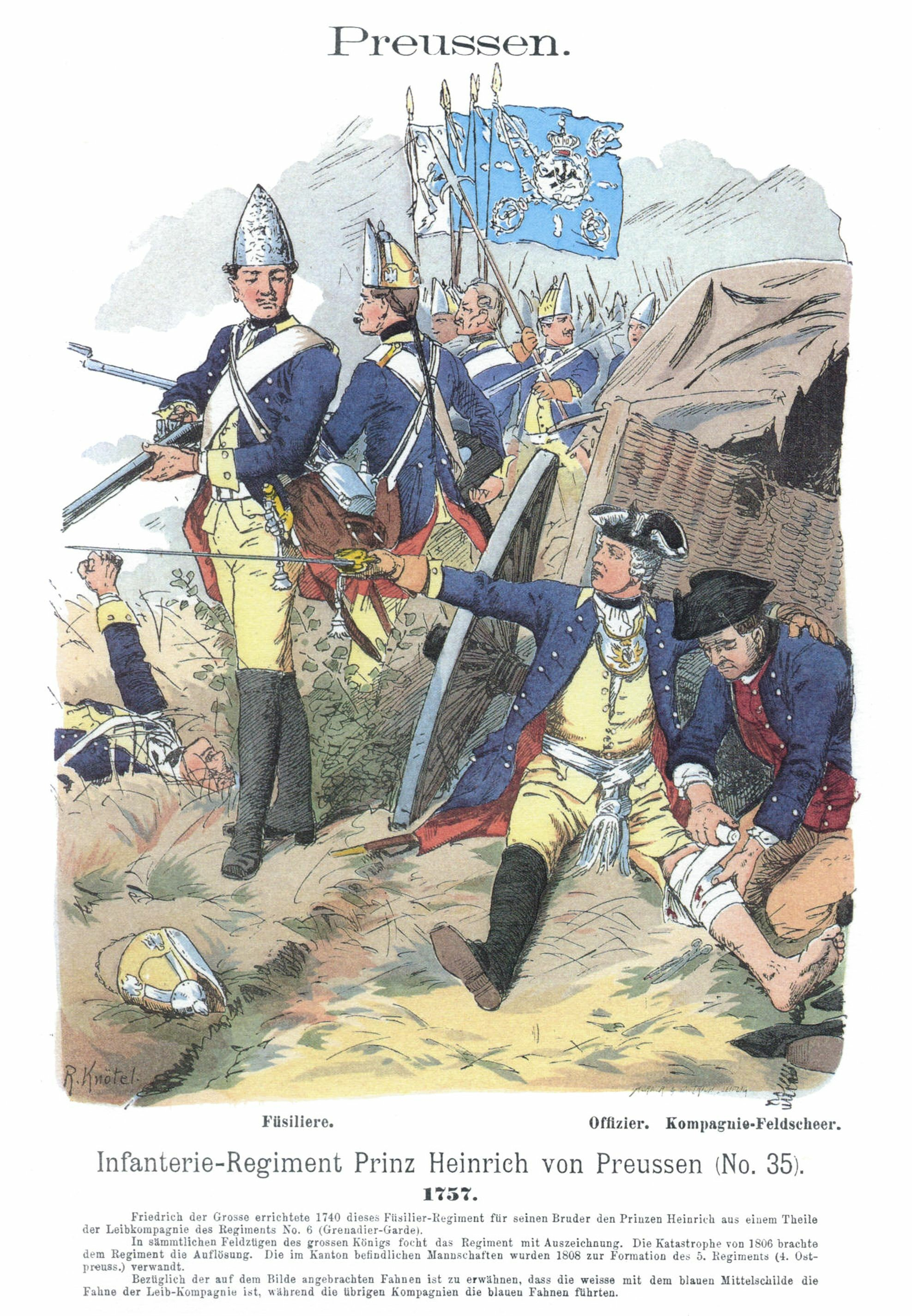
Uniformen des Füsilier-Regiments Prinz Heinrich von Preußen 1757, Darstellung des 19. Jahrhunderts

Das Füsilier-Regiment Prinz Heinrich von Preußen war ein Füsilier-Regiment der preußischen Armee. Es war nahezu während seiner gesamten Existenz ausschließlich nach seinem ersten und einzigen Regimentschef benannt; die Nummer 35 trug es nur kurze Zeit unmittelbar vor seinem Ende im Jahre 1806.

## Gründung
Friedrich II. von Preußen stellte das Regiment am 27. Juni 1740 für seinen Bruder Heinrich auf, der somit im Alter von 14 Jahren zum Regimentschef im Range eines Obersten wurde. Den Mannschaftsgrundstock bildeten die halbe Leibkompanie der Grenadier-Garde („Infanterie-Regiment No. 6/Lange Kerls“) sowie die Grenadiere der Garnisonsbataillone Memel und Pillau. Aufgefüllt wurde das Regiment mit geworbenen Freiwilligen aus dem Reich. Die Offiziere wurden sowohl aus dem Infanterie-Regiment No. 6 als auch aus anderen Einheiten zum Regiment des Prinzen Heinrich versetzt.

## Rekrutierung
Einen eigenen Kanton für die Rekrutierung von Soldaten erhielt das Regiment nicht zugeteilt. Stattdessen wurden ihm nach der Eroberung Schlesiens jedes Jahr 30 Rekruten aus dem speziell für kantonslose Regimenter eingerichteten Königskanton zugewiesen, der aus sechs Kreisen im schlesischen Bergland bestand. Ergänzt wurde der Mannschaftsbestand durch Werbung außerhalb Preußens. Ab 1795 erhielt das Regiment seine Rekruten aus den westpreußischen Kreisen Bomst, Meseritz, Deutsch Krone, Posen und Hohensalza.
Da der Nachschub an Rekruten nicht ausreichte, behielt das Regiment die Bataillonsstärke von 697 Mann auch bei, nachdem 1756 die Kompanien im Rest der Armee vergrößert worden waren.

## Uniformierung
Als Füsilier-Regiment trug das Regiment statt der Dreispitze der Musketiere Füsiliermützen, die eine niedrigere Variante der Grenadiermütze darstellten. Die Grenadierkompanie des Regiments trug jedoch hohe Grenadiermützen.

## Stationierung
Von 1740 bis 1756, als es in den Siebenjährigen Krieg ausrückte, war das Regiment in Potsdam stationiert. Nach Kriegsende 1763 wurde Spandau die neue Garnisonsstadt, wobei ein Bataillon in Nauen lag. Nach 1795 war das Regiment über mehrere Städte verteilt, nämlich Königsberg in der Neumark, Pyritz, Soldin und Küstrin.

## Kriegseinsatz
Zweiter Schlesischer Krieg
- 11–16. September 1744 – Teilnahme an der Belagerung Prags

Siebenjähriger Krieg
- 10. September–16. Oktober 1756 – Einkesselung der sächsischen Armee bei Pirna
- 21. April 1757 – Teilnahme am Gefecht bei Reichenberg; für die Leistungen bei diesem Gefecht erhielt das Regiment den Grenadiermarsch verliehen
- 6. Mai 1757 – Teilnahme an der Schlacht bei Prag
- 18. Juni 1757 – Teilnahme an der Schlacht bei Kolin
- 22. November 1757 – Teilnahme an der Schlacht bei Breslau
- 5. Dezember 1757 – Teilnahme an der Schlacht bei Leuthen
- 20. Mai–1. Juli 1758 – Teilnahme an der Belagerung der Festung Olmütz
- 12. August 1759 – Teilnahme an der Schlacht bei Kunersdorf
- 3. November 1760 – Teilnahme an der Schlacht bei Torgau
- 8. August–10. Oktober 1762 – Teilnahme an der Eroberung von Schweidnitz

Vierter Koalitionskrieg
- 14. Oktober 1806 – Teilnahme an der Schlacht bei Jena und Auerstedt

## Das Ende des Regiments
Nach dem Tod Prinz Heinrichs von Preußen am 3. August 1802 erhielt das Regiment keinen neuen Chef, die Position blieb vakant. Daher änderte sich auch der Name des Regiments nicht, der normalerweise bei einem Wechsel des Regimentschefs angepasst wurde.
Als am 1. Oktober 1806 die Regimenter Nummern anstelle ihrer bisherigen Benennung nach den jeweiligen Regimentschefs erhielten, wurde dem Füsilier-Regiment Prinz Heinrich von Preußen die Nr. 35 zugeteilt. Es führte diese Nummer jedoch nur knapp fünf Wochen lang, ehe es durch die Kapitulationen von Erfurt und Magdeburg am 8. November 1806 zu existieren aufhörte.

## Weblink
- Die altpreußischen Regimenter